# Silene psammitis
Silene psammitis é uma espécie de planta com flor pertencente à família Caryophyllaceae. 
A autoridade científica da espécie é Link ex Spreng., tendo sido publicada em Novi Proventus Hortorum Academicorum Halensis et Berolinensis . 39.

## Portugal
Trata-se de uma espécie presente no território português, nomeadamente os seguintes táxones infraespecíficos:
- Silene psammitis subsp. psammitis - presente em Portugal Continental. Em termos de naturalidade é endémica da Península Ibérica. Não se encontra protegida por legislação portuguesa ou da Comunidade Europeia.